# Лунмэньпай
Школа Драконовых Ворот (кит. 龙门派, пиньинь lóngménpài, палл. Лунмэньпай — наиболее крупная подшкола даосской школы Цюаньчжэнь, которая включает в своё учение элементы буддизма и конфуцианства. Школу основал в XIII веке патриарх Цю Чуцзи (Цю Чанчунь), один из семи учеников Ван Чунъяна. Цю Чанчунь знаменит своей миссией в ставку Чингис-хана.
Школа Драконовых Ворот опирается на монастыри, строгие моральные устои, практикует медитацию и внутреннюю алхимию.
Название школы происходит от горы Лунмэнь в провинции Шэньси. Фактически школа была воссоздана в 1656 году её седьмым патриархом Ван Чанъюэ (Ван Куньян) уже при династии Цин.
Школа сохранилась до настоящего времени и о принадлежности к этой школе заявляет значительная часть даосских организаций за пределами Китая, среди китайской эмиграции и в западных странах.

## Характеристика учения
Система медитаций школы имеет сходство с буддийской и особенно с чаньской медитацией. Целью медитации является контроль над желаниями и гневом, стабильное состояние рассудка и поддержание «вечного духа» за время существования в физическом теле.
Согласно заветам патриарха Ван Чунъяна, адепты школы должны учиться также по буддийским и конфуцианским книгам — «Сутре сердца» Синьцзин (心經 Xinjing), трактате о сыновьей почтительности (孝經 Xiaojing) и Даодэцзину основоположника даосизма Лао-цзы.
Школа требует строгого следования к правилам и заповедям (Цзэ 戒), передача которых ученикам длится 100 дней. Свод заповедей называется «Великие Заповеди Трех Алтарей» (三壇大戒 Santan Dajie).
Практика внутренней алхимии по достижению бессмертия стремится культивировать Истинный огонь и Истинную воду, объединение которых приводит к образованию эликсира бессмертия. Практика опирается на традицию трактата Цаньтунци как эзотерическую интерпретацию классической Книги Перемен.

## Учителя и история
Цю Чанчунь умер 23 июля 1227 года, его резиденцией был Храм Белых облаков в Пекине. Его ученик Чжао Сюцзин (赵道坚, Zhao Xujing) прошёл от него три ступени ординации и стал первым патриархом школы Лунмэнь.
В 1656 году Ван Чанъюэ, получивший в управление Храма Белых облаков в Пекине, на официальной церемонии объявил о воссоздании Школы Драконовых Ворот, традиция которой была выведена от Ван Чунъяна и Цю Чанчуня, при этом была воссоздана линия преемственности, по которой Ван Чанъюэ становился седьмым патриархом. Школа Цюаньчжэнь, некогда могучая при монгольской династии Юань, теперь обретала продолжение после её затмения во времена минской династии. Школа приобрела официальное признание.
Как отмечает исследовательница ренессанса школы Лунмэнь Моника Эспозито (Monica Esposito), в минскую эпоху школа не распалась, а скорее рассеялась по отдельным группам, предпочитающим отшельничество в горах, таких как Уданшань или Лаошань, отчего образовалось множество малых ответвлений. Воссоздание школы Ван Чанъюэ привела к объединению отдельных ветвей и повторному признанию легитимности и преемственности как линии школы Цюаньчжэнь, несмотря на это, можно найти немало отдельных линий школы Лунмэнь в разных частях Китая..
Формированию доктрины школы способствовал 11-й патриарх Минь Идэ (кит. 闵一得, пиньинь Min Yi-De, палл. Минь Идэ), выдвинувший тезис объединения трёх учений и практики учиться у буддистов, делая упор на заповедях и монастырском уставе.
11-й патриарх Лю Имин (刘一明, 1734—1821) сформулировал базовые принципы даосской алхимии в труде «Культивация дао», изданном около 1799 года.

## Современное состояние
Школа Лунмэньпай стала самой известной за пределами Китая, а её сочинения были переведены на многие иностранные языки. Трактат «Тайна Золотого Цветка» впервые переведён на английский знаменитым синологом Рихардом Вильгельмом в начале XX века, потом издавался и переводился многократно. С конца XX века школа стала развиваться за счёт деятельности учителя Ван Липина (родился в 1949 году), биография которого, написанная Чэнь Кайго и Чжэнь Шуньчао, была переведана на английский Томасом Клири (Thomas Cleary, «Opening the Dragon Gate»), и на русский язык В. В. Малявиным (Восхождение к Дао).